# Parascorpaena
Parascorpaena es un género de peces escorpiones nativos del Océano Índico y el oeste del Océano Pacífico.

## Especies
Existen seis especies reconocidas en este género:
- Parascorpaena aurita (Rüppell, 1838)
- Parascorpaena bandanensis (Bleeker, 1851)
- Parascorpaena maculipinnis J. L. B. Smith, 1957
- Parascorpaena mcadamsi (Fowler, 1938)
- Parascorpaena mossambica (W. K. H. Peters, 1855)
- Parascorpaena picta (G. Cuvier, 1829)